# 월세 신부
《월세 신부》는 1987년 9월 13일에 MBC TV에서 방영된 베스트셀러극장이다.

## 줄거리
젊은 사업가 창구(박영규)는 스위스로 유학간, 결혼을 약속한 애인 혜미의 귀국을 기다리고 있다. 그러나 아버지(박규채)가 불치병으로 시한부 인생을 선고받고 창구에게 그 전에 빨리 결혼할 것을 재촉하자 창구는 비서인 은혜(김도연)에게 두달 동안만 가짜 아내 노릇을 해줄 것을 부탁한다. 창구의 제의를 장난으로 받아들인 은혜는 창구의 집을 방문한 자리에서 창구 부모의 극진한 대우에 당황하는데...

## 출연
- 박영규
- 김도연
- 박규채
- 나문희
- 홍성민
- 정대홍
- 이수나
- 박영태
- 서갑숙
- 노경주
- 신혜수
- 김진구
- 홍성선
- 조정순
- 오현섭